# Katharina Schiller (Schwimmerin)
Katharina Schiller (* 22. Juni 1984 in Hildesheim) ist eine deutsche Schwimmerin. Ihre Spezialdisziplinen sind die Lagenstrecken, vor allem aber die 200 Meter Lagen. Auf dieser Strecke nahm sie 2006 an den Schwimmeuropameisterschaften in Budapest teil und qualifizierte sich für die Olympischen Spiele 2008 in Peking. Katharina Schiller wohnt in Bad Salzdetfurth bei Hildesheim, wo sie Lehramt studierte, und für den VfV Hildesheim startete. Sie wurde von Reiner Tylinski trainiert.

## Erfolge
- Deutsche Meisterin 2011 über 400 m Lagen
- Teilnahme an den Olympischen Spielen 2008 in Peking über 200 m und 400 m Lagen
- Deutsche Meisterin 2008 über 200 m Lagen
- Deutsche Vizemeisterin 2008 über 400 m Lagen
- Deutsche Meisterin 2007 über 200 m Lagen
- Teilnahme an den Kurzbahneuropameisterschaften 2006 in Helsinki über 100, 200 und 400 m Lagen
- Teilnahme an den Schwimmeuropameisterschaften 2006 in Budapest über 200 m Lagen
- Deutsche Vizemeisterin 2006 über 200 m Lagen
- dritte bei den Deutschen Meisterschaften 2006 über 400 m Lagen
- Deutsche Mannschaftsmeisterin mit der  SG Hildesheim